# Suprugi Orlovy
Suprugi Orlovy (Супруги Орловы) è un film del 1978 diretto da Mark Semënovič Donskoj.

## Trama
La storia di come un ubriacone e turbolento Griška Orlov e sua moglie, durante un'epidemia, diventano inservienti di una baracca del colera.